# Deán Borges
Deán Borges, né le 14 juillet 1967, est un ancien joueur portoricain de basket-ball. Il évolue durant sa carrière au poste d'ailier.

## Palmarès
- Finaliste du championnat des Amériques 1993